# Piracaia

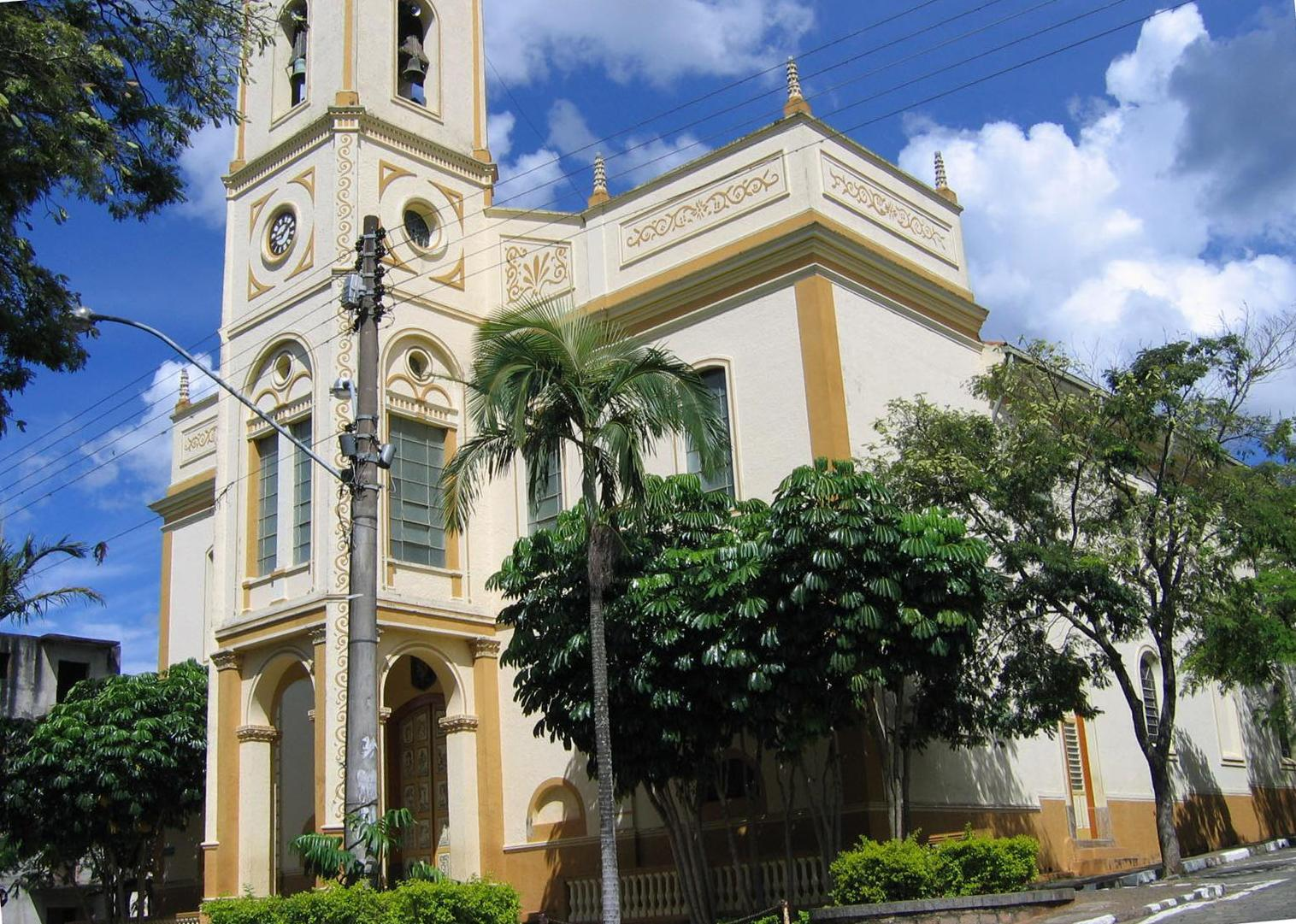
Biserica catolică

Piracaia este un oraș în São Paulo (SP), Brazilia.